# Karl Friedrich Hermann

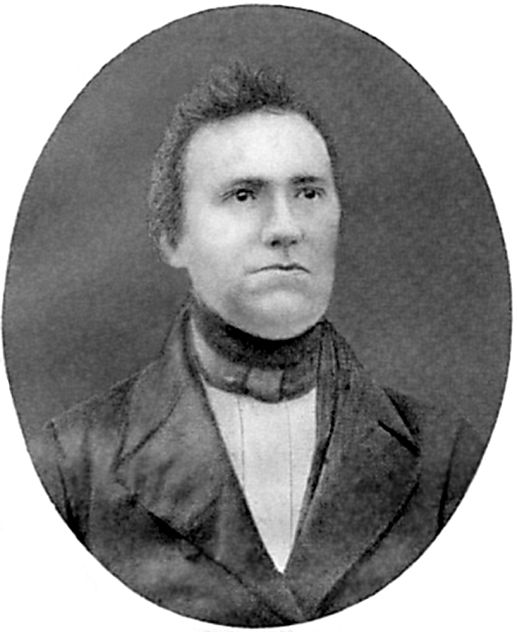
Karl Friedrich Hermann

Karl Friedrich Hermann (* 4. August 1804 in Frankfurt am Main; † 31. Dezember 1855 in Göttingen) war ein deutscher Altertumsforscher.

## Leben
Karl Friedrich Hermann, der Sohn des Buchhändlers und Verlegers Johann Christian Hermann (1751–1827) und dessen Frau Rosina Margarethe (geborene Finger, 1776–1851), der Tochter des Frankfurter Wollwarenhändlers und Kommunalpolitikers Lorenz Friedrich Finger (1745–1791) und dessen Frau Rosina Margarethe Steitz. Sein Großonkel mütterlicherseits war Georg Steitz (1756–1819) der Bürgermeister der Stadt Frankfurt. Sein Vetter mütterlicherseits war der Chemiker Carl Remigius Fresenius (1818–1897).
Er besuchte die Gymnasien in Frankfurt und bei Nicolaus Gottfried Eichhoff (1766–1844) in Weilburg. Anschließend studierte er in Heidelberg und Leipzig unter Friedrich Creuzer, Gottfried Hermann und Friedrich August Wilhelm Spohn, wurde 1824 in Leipzig Promoviert, unternahm eine monatliche Reise nach Österreich und Italien, habilitierte sich 1826 in Heidelberg, wurde 1832 ordentlicher Professor an der Universität Marburg, 1837/38 und 1840/41 war er deren Rektor. 1842 wurde er als Nachfolger Karl Otfried Müllers Professor der Philologie und Archäologie sowie Direktor des philologischen und 1843 des pädagogischen Seminars an der Universität Göttingen. Er verfasste zahlreiche Abhandlungen zu griechischen Antiquitäten, der Mythologie und Geschichte, der alten Literaturgeschichte, der Kunstarchäologie, der alten Philosophie sowie zur Kritik und Erklärung alter Schriftsteller. Einige dieser Schriften erschienen 1849 als Gesammelte Abhandlungen in Göttingen. Sie sind dem Philosophen Heinrich Ritter gewidmet.
1840 nahm ihn die Königlich Preußische Akademie der Wissenschaften als korrespondierendes Mitglied auf. Von 1848 bis 1851 war er korrespondierendes Mitglied der Königlich Niederländischen Akademie der Wissenschaften. 1851 wurde er zum korrespondierenden Mitglied der Akademie der Wissenschaften in Sankt Petersburg gewählt. Karl Friedrich Hermann war Mitglied der Deutschen Morgenländischen Gesellschaft.

## Familie
Hermann war zweimal verheiratet:
- 1833 in erster Ehe Helena Rebekka Claus (1810–1834), die Tochter des Frankfurter Kaufmanns Johann Daniel Claus und dessen Frau Anna Margarethe (geborene Eyßen)
  - Helene Rosa Hermann (30. März 1834–13. April 1904) ⚭ Otto Theodor Heusinger (5. Oktober 1830–19. Februar 1901) Hochschullehrer und Arzt[7]
- 1835 in zweiter Ehe seine Cousine Christiane Friederike (1812–24. Dezember 1855), die Tochter des Frankfurter Kaufmanns und Kommunalpolitikers Samuel Gottlieb Finger und dessen Frau Christiane Margarethe Eyßen.
  - eine Tochter
  - ein Sohn

## Schriften (Auswahl)
Hermann hat fast alle Gebiete der Altertumswissenschaft studiert, wobei er die Kunstaltertümer ausgelassen hat. Sein Hauptwerk ist das
- Lehrbuch der griechischen Antiquitäten, aus dem Standpuncte der Geschichte. J. C. B. Mohr, Heidelberg, Band 1: Staatsalterthümer. 1831 (4. Auflage 1855, archive.org); Band 2: Gottesdienstliche Altertümer. 1846 (2. Auflage 1858, archive.org); Band 3: Privataltertümer mit Einschluss der Rechtsalterthümer. 1852 (2. Auflage, 1870, archive.org) (eine durch Hugo Blümner und Wilhelm Dittenberger geleitete Neubearbeitung des Werkes in 4 Bänden erschien seit 1882).
- Geschichte und System der Platonischen Philosophie. Heidelberg 1839, Band 1 (unvollendet, nach seinem Tod von Karl Gustav Schmidt herausgegeben).
- Kulturgeschichte der Griechen und Römer (Göttingen 1857–58, 2 Bde.)
- die Bearbeitung des Charikles von Wilhelm Adolf Becker für die 2. Auflage (Leipzig 1854);
- die Ausgabe von Lukians De conscribenda historia (Frankfurt 1828);
- die Textrezensionen des Platon (Leipzig 1851–53), des Persius und Juvenal (1854).
- Gesammelte Abhandlungen und Beiträge zur klassischen Literatur und Alterthumskunde. Dietrich, Göttingen 1849 (archive.org).